# Widmanstättenov vzorec
Widmanstätenov vzorec je struktura, ki jo vidimo na rezani, spolirani in jedkani površini kovinskih meteoritov, ki jih imenujemo oktaedriti. Nastane zaradi trakov kamacita in taenita, ki imajo obliko ploščic (lamel). 

Pri ohlajanju starševskega telesa meteorita se je nikelj izločal v obliki trakov. Kristalna struktura postane vidna, če meteorit prerežemo. Potem moramo prerezano površino polirati in jedkati s kislino. Ker je taenit, ki tudi sestavlja oktaedrite, bolj odporen na kisline, se pojavijo na površini vzorec trakov oziroma črt. Nikeljevi kristali zrastejo v dolžino nekaj centimetrov samo, če se staljeni nikelj ohlaja izredno počasi (več kot nekaj milijonov let), nam prisotnost Widmanstätenovega vzorca na obrusku meteorita pove, če snov izhaja iz meteorita (in nima zemeljskega izvora). 

Odkril jih je G. Thomson (1760 – 1806), ko je poskušal z dušikovo kislino leta 1804 očistiti meteorit iz Krasnojarska. Pri tem je opazil na površini nenavadno oblikovane vzorce. Pozneje so te vzorce oziroma strukturo imenovali Widmanstätenovi vzorci. Verjetno so jih imenovali po Widmanstättenu zato, ker je Thomson zelo zgodaj umrl, manjkalo pa je tudi pisnih dokazov o odkritju v angleščini (prva objava je bila v francoščini, pozneje pa še v italijanščini). 
Postopek izdelave vzorcev in seveda tudi vzorce, je neodvisno od Thomsona odkril avstrijski znanstvenik Count Alois von Beckh Widmanstätten (1753 – 1849) v letu 1808. Po njem se tudi imenujejo. Nekateri pa celo predlagajo, da bi jih imenovali Thomsonova struktura.